# Nicolas-Étienne Framery
Nicolas-Étienne Framery (* 25. März 1745 in Rouen; † 26. November 1810 in Paris) war ein französischer Librettist und Komponist.

## Leben
Framery veröffentlichte seine erste Komödie La Nouvelle Eve 1763. Diese wurde im Folgejahr als Nanette et Lucas, vertont von Chevalier d’Herbain, an der Comédie-Italienne aufgeführt. Nach einer Bearbeitung 1767 des Vaudevilles Nicaise von Jean-Joseph Vadé (1719–1757) erschien 1768 seine eigene Opèra comique La Sorcière par hasard. In den 1770er Jahren verfasste Framery eine Reihe französischer Parodien auf italienische Opern u. a. von Antonio Sacchini (La Colonie, 1775 und L’Olympiade, 1777) und Giovanni Paisiello. Daneben trat er auch als Übersetzer italienischer Opern hervor.
Von 1764 bis 1768 war Framery Mitherausgeber des Journal de musique. Ab 1784 arbeitete er am Musikteil der Encyclopédie méthodique mit. 1786 veröffentlichte er Le Musicien Pratique, die Übersetzung einer Schrift Francesco Azopardis. Zwischen 1791 und 1799 war er Leiter des Mercure français politique, historique et littéraire.